# هیگاشی‌آگاتسوما، گونما
هیگاشی‌آگاتسوما، گونما (به لاتین: Higashiagatsuma, Gunma) یک منطقهٔ مسکونی در ژاپن است که در استان گونما واقع شده‌است. هیگاشی‌آگاتسوما ۲۵۳٫۹۱ کیلومترمربع مساحت و ۱۴٬۴۲۶ نفر جمعیت دارد.